# Ugoda perejasławska

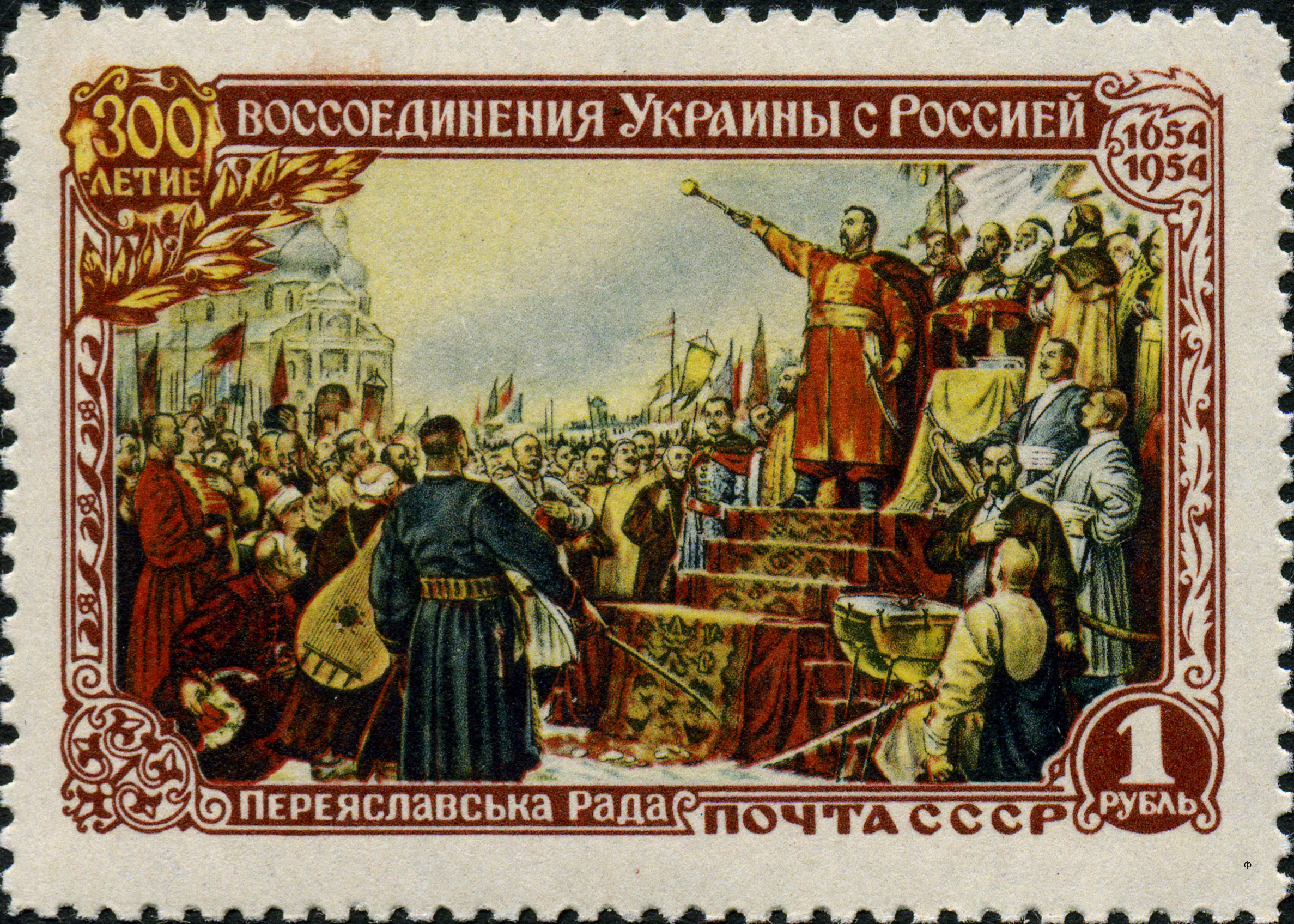
Radziecki znaczek pocztowy z 1954

Ugoda perejasławska – umowa zawarta 18 stycznia 1654 w Perejasławiu pomiędzy Hetmanatem i Bohdanem Chmielnickim a Wasylem Buturlinem, występującym jako pełnomocnik cara Rosji Aleksego I, na mocy której Ukraina została poddana władzy cara Rosji. Oryginał dokumentu zaginął i przynajmniej w części jego treść jest sporna. Akt ugody perejasławskiej był pretekstem do najazdu rosyjskiego na Rzeczpospolitą, który miał miejsce kilka miesięcy później.

## Przebieg wydarzeń
W październiku 1653 car Aleksy zwołał Sobór Ziemski, który podjął decyzję o zerwaniu traktatu pokojowego z Rzecząpospolitą z 1634, wcieleniu Ukrainy Naddnieprzańskiej do Carstwa Rosyjskiego i o wojnie z Rzecząpospolitą.
Na mocy ugody na Ukrainie Naddnieprzańskiej został potwierdzony ugodą zborowską Hetmanat, który miał znajdować się odtąd pod protekcją cara Moskwy (de facto włączony do Carstwa Rosyjskiego). Hetmanat oddał się pod opiekę prawosławnemu carowi Moskwy, zachowując prawo wyboru własnego hetmana kozackiego, car zadeklarował powiększenie rejestru kozackiego do 60 tysięcy, starszyzna kozacka otrzymywała gwarancje zachowania swoich majątków ziemskich. Ugoda, zaprzysiężona przez radę kozacką, nie została – wbrew oczekiwaniom – zaprzysiężona przez cara Aleksego – z uzasadnieniem, że jest to sprzeczne z jego statusem prawnym jako samodzierżcy, który nie składa przysiąg poddanym.
Wobec postanowień ugody złożył oficjalny protest prawosławny metropolita Kijowa Sylwester Kossów, który będąc podporządkowanym bezpośrednio patriarsze Konstantynopola nie chciał uznać nadrzędności patriarchatu moskiewskiego, odmówił złożenia przysięgi poddańczej carowi Rosji. Prawosławna metropolia kijowska została ostatecznie podporządkowana patriarchatowi moskiewskiemu w 1686, po traktacie Grzymułtowskiego.
Ugoda perejasławska była podstawą dla Aleksego I do rozpoczęcia wojny przeciwko Rzeczypospolitej Obojga Narodów w 1654. Wynikało to z faktu, że jeden z punktów ugody przewidywał wprowadzenie garnizonu wojsk rosyjskich do Kijowa – a więc na terytorium Korony (co zostało bezzwłocznie przez Moskwę wykonane – stolicą hetmanatu był od roku 1654 Czehryń). Wojna Rosji z Rzecząpospolitą trwała z przerwami (rozejm w Niemieży, 1656) do zawarcia rozejmu w Andruszowie w roku 1667, a została ostatecznie zakończona traktatem pokojowym w 1686.

## Ocena historyczna
Najważniejszym skutkiem ugody było poddanie Ukrainy dominacji moskiewskiej i wstrzymanie procesu dobrowolnej polonizacji elit szlachty Ukrainy Naddnieprzańskiej i kozactwa. W dalszej perspektywie Kozacy zaporoscy, wyrywając się spod protekcji polskiej, popadli pod protekcję caratu. Zamiast utworzenia równorzędnego składnika Rzeczypospolitej (patrz: unia hadziacka) wybrali protekcję Moskwy, podlegali odtąd systematycznej rusyfikacji.
W okresie caratu ograniczony sukcesywnie samorząd Ukrainy Lewobrzeżnej wynikający z ugody perejasławskiej, pomimo likwidacji Siczy Zaporoskiej przez Katarzynę II, był przez cara i administrację rosyjską respektowany.
W czasach sowieckich fakt ugody perejasławskiej był silnie wykorzystywany w celach propagandowych. Propaganda miała na celu podkreślenie braterstwa obu narodów, przez co wzmocnienie wewnętrznie sztucznego i zróżnicowanego państwa bolszewickiego. W 300. rocznicę ugody perejasławskiej, w 1954, miało miejsce przekazanie Krymu w ręce Ukraińskiej SRR.
Ugoda perejasławska w historii i literaturze jest interpretowana różnorako. W wielu źródłach podkreśla się, że była ona zdradą Bohdana Chmielnickiego wobec tworzącej się narodowości ruskiej i samej Ukrainy, co przyczyniło się do zduszenia przez Rosjan w zalążku tworzącej się świadomości narodowej. Oceny krytyczne padają również ze strony znanych postaci życia ukraińskiego, m.in. Taras Szewczenko wypowiadał się krytycznie o Chmielnickim właśnie z powodu oddania ziem ukrainnych pod zwierzchnictwo Rosji. Inny znany ukraiński pisarz – Pantełejmon Kulisz krytykował Chmielnickiego głównie za spowodowanie anarchii i zahamowanie rozwoju kulturalnego na tych ziemiach. Z kolei Mychajło Hruszewski zarzucał Chmielnickiemu brak sprecyzowanych celów.
Ugodę interpretuje się również inaczej, podnosząc to, że Chmielnicki zawarł ją mając na uwadze doraźne cele polityczne – szukając sojusznika przeciw Rzeczypospolitej, walcząc o stworzenie niezależnego i niepodległego państwa kozackiego.
Zawarcie ugody perejasławskiej nie ograniczyło samodzielnej polityki zagranicznej Chmielnickiego. Już po podpisaniu ugody poszukiwał sojuszników przeciwko Rosji w Berlinie (Brandenburgia-Prusy) i Sztokholmie (Szwecja), zaś przeciwko Rzeczypospolitej w Sztokholmie i Siedmiogrodzie (traktat w Radnot, 1656). Pertraktacje zmierzające do przywrócenia związku z Rzecząpospolitą w formie federacyjnej, które znalazły końcowy efekt w unii hadziackiej (1658) rozpoczęły się również za życia hetmana i były prowadzone i sfinalizowane przez jego najbliższych współpracowników Iwana Wyhowskiego i Jerzego Niemirycza.